# Çandarlı Halil Pasza
Çandarlı Halil Pasza (zm. 1 czerwca 1453) – wielki wezyr imperium osmańskiego w latach 1439–1453.
Jego dziadek Çandarlı Kara Halil Hayreddin Pasza był wielkim wezyrem w latach 1364–1387 za panowania Murada I. Wezyrami byli też: jego wuj Çandarlı Ali Pasza (1387–1406) i ojciec Çandarlı İbrahim Pasza (1421–1439). Jako wezyr opowiadał się za pokojową polityką wobec cesarstwa bizantyńskiego. Podczas oblężenia Konstantynopola 1453 roku proponował odstąpienie od miasta, co spowodowało spekulacje, że jest na żołdzie Bizantyńczyków. Po zajęciu miasta został aresztowany i skazany na śmierć. Po jego straceniu urząd wielkiego wezyra był przez blisko rok nie obsadzony. Wszystkie najważniejsze decyzje podejmował sam sułtan Mehmed II. Był pierwszym wielkim wezyrem, na którym wykonano karę śmierci. Jego syn Çandarlı İbrahim Pasza był też wielkim wezyrem (1498–1499).